# Impatiens macrophylla
Impatiens macrophylla är en balsaminväxtart som beskrevs av Gardn. och William Jackson Hooker. Impatiens macrophylla ingår i släktet balsaminer, och familjen balsaminväxter. Inga underarter finns listade i Catalogue of Life.